# Eurhynchium
Eurhynchium (Næbmos) er en slægt af mosser udbredt i Europa og Asien. Tre arter findes i Danmark. Eurhynchium betyder 'med smukt eller veludviklet næb' (fra græsk rhynchos næb), hvilket hentyder til sporehusets næbformede låg.
| Danske arter |

- Stor næbmos Eurhynchium angustirete
- Fin næbmos Eurhynchium pulchellum
- Stribet næbmos Eurhynchium striatum